# Мороз Роман Гнатович
Роман Гнатович Мороз (29 травня 1904 , Тернопіль, Тернопільський повіт, Королівство Галичини та Володимирії, Австро-Угорщина  — не раніше 1960 , США ) — український радянський діяч, лікар. Депутат Верховної Ради УРСР 1-го скликання (у 1940—1941 роках) від Тернопільської області.

## Біографія
Народився 29 травня 1904 року в родині вчителя в місті Тернопіль, тепер Тернопільська область,Україна. Батько помер, коли Романові Морозу було тринадцять років.
У 1922 році закінчив гімназію у місті Тернополі.
У 1930 (за даними газети «Вільне життя» — у 1933) році закінчив медичні студії у місті Відні (Австрійська Республіка), але його диплом не був визнаний у Польській Республіці.
Працював лікарем у клініках внутрішніх хвороб, хірургії та гінекології у містах Відні, Тернополі та Познані.
П'ять років навчався на медичному факультеті у Познанському університеті, який закінчив у 1939 році.
У 1939 році працював лікарем Тернопільської лікарні. З вересня 1939 року працював у Тернопільському міському відділі охорони здоров'я. У жовтні 1939 року був обраний депутатом Народних Зборів Західної України.
З листопада 1939 по липень 1941 року — завідувач Тарнопільського обласного відділу охорони здоров'я.
У 1941—1944 роках — головний лікар Тернопільського крайсу (округи). Допомагав ліками і лікарськими інструментами воякам УПА.
У 1944 році емігрував на територію Німецького Рейху (в Австрію). Потім перебрався до Швейцарії, а в кінці 1940-х років переїхав до Аргентини.
З 1956 року працював лікарем у центральному шпиталі Лонг Айленд Сіті в Сполучених Штатах Америки. З 1960 року — директор одного із відділів цього шпиталю.
Член Наукового Товариства імені Шевченка в США, Українського інституту Америки.
Помер у США.